# Single Euro Payments Area
De eengemaakte Europese betaalruimte (afgekort als SEPA, wat komt van het Engelse Single Euro Payments Area), duidt de gemeenschappelijke ruimte voor betaalverkeer aan waar 36 Europese landen deel van uitmaken, waaronder de 27 lidstaten van de Europese Unie. De totstandkoming van SEPA was een belangrijke stap voor de vorming van een geïntegreerde Europese betaalmarkt, als logisch en noodzakelijk onderdeel van de Economische en Monetaire Unie (EMU) en de Europese interne markt. Tot 1 februari 2014 was de betaalmarkt in Europa met haar vele (vooral nationale) systemen en producten nog sterk gefragmenteerd. Mede daardoor functioneerde zij in de ogen van de Europese Commissie en het Europees Stelsel van Centrale Banken nog onvoldoende voor het betalingsverkeer van consumenten en bedrijven in Europa. Het doel van SEPA is om in Europa één ‘betaalruimte’ te creëren waarin Europese overschrijvingen, automatische incasso's / domiciliëringen en betaalkaarten overal op vergelijkbare wijze zullen functioneren, zowel binnenlands als grensoverschrijdend.

## Toepassingsgebied
Alhoewel het toepassingsgebied van SEPA ongeveer samenvalt met de Europese Economische Ruimte (Europese Unie en de Europese Vrijhandelsassociatie) beperkt het zich enkel tot betalingen in euro. Een betaling van een rekening in Britse ponden naar een rekening in Denemarken met Deense Kronen zal dus in euro moeten gebeuren en tweemaal aanleiding geven tot een muntconversie. Zo niet zal de betaling moeten uitgevoerd worden met het reeds bestaande Swift-systeem.
De Nederlandse en Belgische banken delen, samen met andere banken in Europa, de visie dat een grensoverschrijdende betaling binnen het eurogebied hetzelfde service-niveau moet kennen als een soortgelijke binnenlandse betaling. Om deze visie te bereiken hebben de Europese banken in 2002 de European Payments Council (EPC) opgericht. In de EPC komen de banken tot Europese interbancaire verwerkingsafspraken voor de belangrijkste basis-betaalinstrumenten. Het betreft de overboeking, de automatische machtiging en de transacties met een betaalpas. Het doel is dat banken de op deze afspraken gebaseerde pan-Europese betaaldiensten kunnen aanbieden en kunnen verwerken.

## Betaalproducten
SEPA kent de volgende betaalproducten: 
- SEPA Credit Transfer (SCT): Europese overschrijving
- SEPA Instant Credit Transfer (SCT Inst): Instant overschrijving (een directe Europese overschrijving)[3]
- SEPA Direct Debit (SDD): Europese incasso / domiciliëring
  - SEPA Core Direct Debit: Standaard Europese incasso
  - SEPA B2B Direct Debit: Zakelijke Europese incasso
- SEPA Cards Framework (SCF): Betaalkaart

## Voor- en nadelen van SEPA
SEPA zou de kosten van betalingen verlagen en de concurrentie tussen banken vergroten.

## Invoering in België
Op 1 januari 2011 werd het oude nationale betalingssysteem van België afgeschaft en sindsdien is alleen het Europese SEPA-model nog geldig. Dit ging gepaard met een migratie van een 12-cijferige bankrekeningnummer naar een alfanumeriek IBAN nummer (landencode-prefix gevolgd door 14 of meer cijfers).